# Malacocephalus
A Malacocephalus a sugarasúszójú halak (Actinopterygii) osztályának a tőkehalalakúak (Gadiformes) rendjébe, ezen belül a hosszúfarkú halak (Macrouridae) családjába tartozó nem.

## Rendszerezés
A nembe az alábbi 7 faj tartozik:
- Malacocephalus boretzi Sazonov, 1985
- Malacocephalus hawaiiensis Gilbert, 1905
- Malacocephalus laevis (Lowe, 1843) - típusfaj
- Malacocephalus luzonensis Gilbert & Hubbs, 1920
- Malacocephalus nipponensis Gilbert & Hubbs, 1916
- Malacocephalus occidentalis Goode & Bean, 1885
- Malacocephalus okamurai Iwamoto & Arai, 1987

## Források

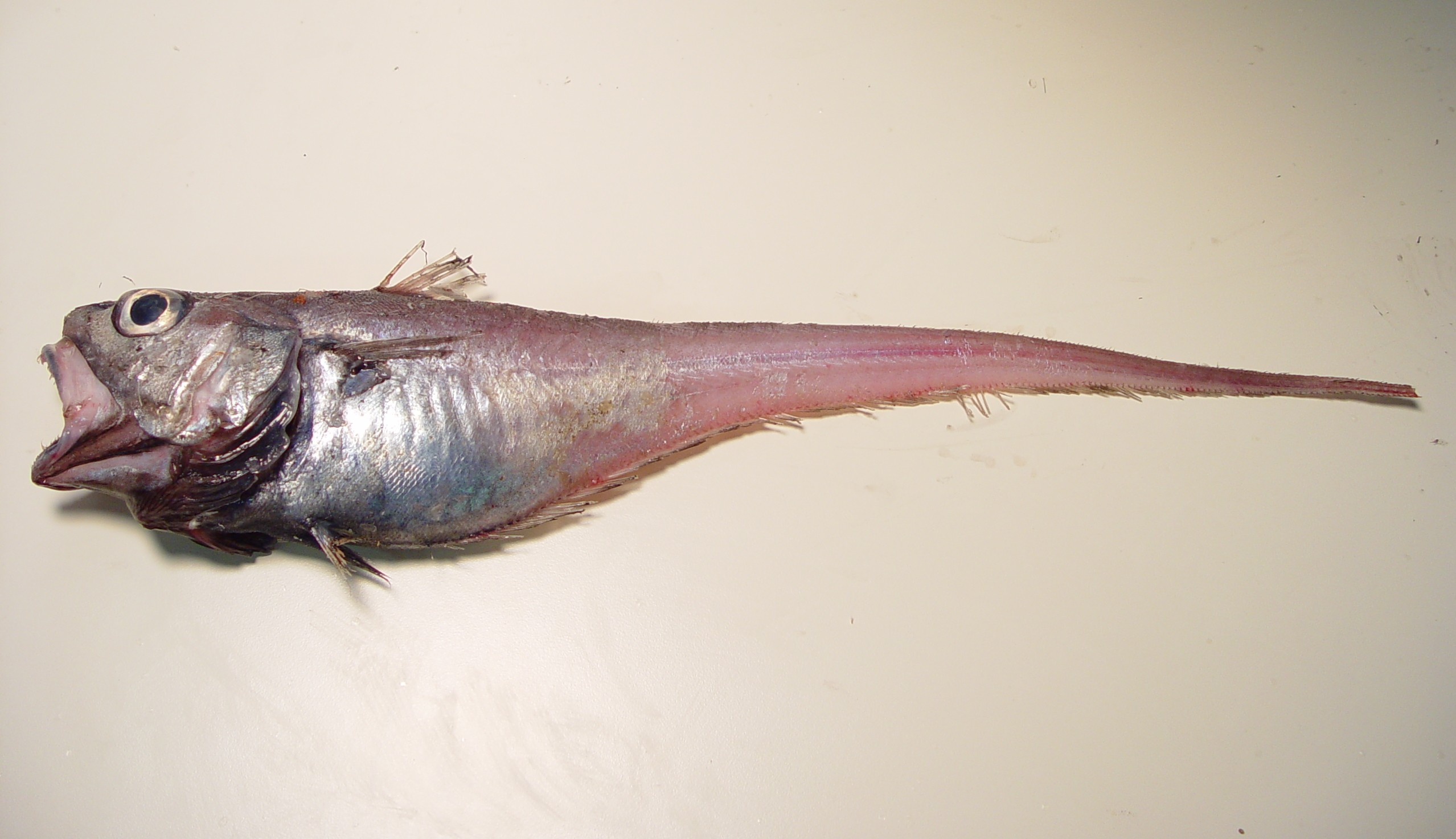
Malacocephalus laevis